# 生命表
生命表（せいめいひょう）（または死亡表（しぼうひょう）・死亡生残表（しぼうせいざんひょう））とは、人口統計学における、特定の年齢層・性別に対して、死亡率（誕生日から、次の誕生日までに死ぬ確率）や平均余命を示す表である。生命表の概念は、人間以外にも適用される場合がある。

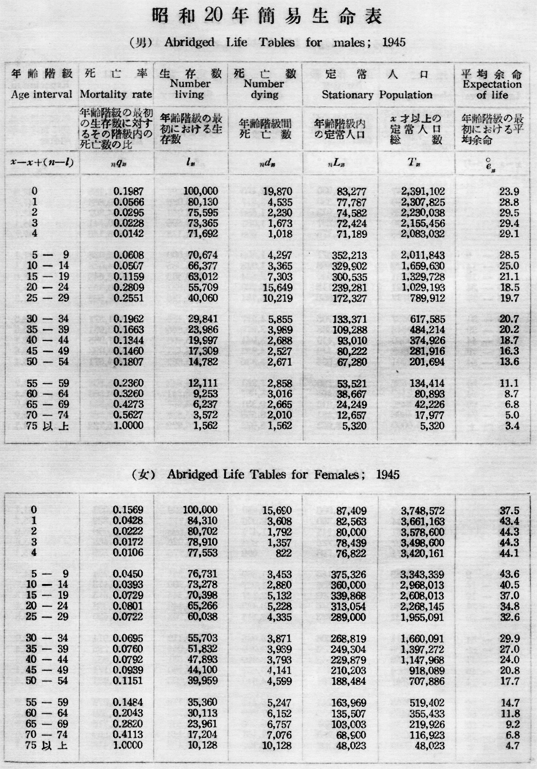
昭和26年に試算された昭和20年の簡易生命表

## 概要
生命表は、観測時点における各年齢階級の死亡率が今後も続くと仮定した場合の、集団（一般に10万人）の誕生から全員の死亡までの変遷を生命関数によって示す。個々人の寿命は一般に予測不可能であるが、社会集団の年齢に応じた平均死亡率は一定の法則を示す。
生命表は分析疫学・社会学などで活用され、保険数理科学では、生命保険や年金などの商品価格の計算に利用される。また、本表における0歳の平均余命である平均寿命は、保健衛生学上の重要な指標として参照される。
生命表の原型は、1662年にイギリスの小間物商であったジョン・グラントが、ロンドンの教会の死亡調書（過去帳）を収集・調査して、人間の寿命の分布を客観的に記述したのが始まりである。その後、エドモンド・ハレーによって発展し、チャールズ・バベッジや多くの人口統計学者によって統計的に信頼できる形に整備された。
生命表は、ある期間における年齢階級ごとの死亡率を観測する現在生命表と、ある期間に生まれた集団を全員が死亡するまで観測するコホート生命表に大別される。人間を対象とする場合、コホート生命表の作成には一世紀近くの時間がかかるが、生物学・生態学における生物各種や、機械工学における機械の寿命などの生命表には、後者が利用される場合がある。一般に生命表という場合は、人間の現在生命表を指す。
日本の生命表は、厚労省が作成する国民生命表と、民間が一部の統計をもとに作成される経験生命表に大別される。

## 生命関数の定義
生命表の中であらわれる生命関数を以下にまとめる。
年齢階級 {\displaystyle [x,x+n)}
生命表の死亡率の算定基準として、{\displaystyle x}歳以上、{\displaystyle x+n} 歳未満の範囲で年齢を区切る場合、{\displaystyle [x,x+n)}の年齢階級、または {\displaystyle n} 歳階級と呼ぶ。乳幼児の場合は、5日間階級・1週間階級・1ヶ月階級などが用いられる場合がある。1歳階級が多用されるが、生命表の時期・種類・地域・年齢層によっては5歳階級やそれ以上が用いられる場合もある。
死亡率 {\displaystyle {}_{n}q_{x}}
{\displaystyle x}歳に到達した人間が、{\displaystyle x+n} 歳に到達しない率は死亡率 {\displaystyle {}_{n}q_{x}} と表記する。
特に、{\displaystyle x}歳に到達した人間が、{\displaystyle x+1}歳に到達しない率を、 {\displaystyle x}歳の死亡率 {\displaystyle q_{x}} で表す。
生存率 {\displaystyle {}_{n}p_{x}}
{\displaystyle x}歳に到達した人間が、{\displaystyle x+n} 歳に到達する率は生存率 {\displaystyle {}_{n}p_{x}} と表記する。
特に、{\displaystyle x}歳に到達した人間が、{\displaystyle x+1}歳に到達する率を、 {\displaystyle x}歳の生存率 {\displaystyle p_{x}} で表す。
定義より、{\displaystyle {}_{n}p_{x}+{}_{n}q_{x}=1} である。
生存数 {\displaystyle l_{x}}
初期値 {\displaystyle l_{0}}（日本の生命表では10万）人の人間が、死亡率に従い、0歳から順次、死亡して数を減らしていく中で、{\displaystyle x} 歳まで到達したときの生存数を {\displaystyle l_{x}} とする。
すなわち、{\displaystyle l_{x+n}=(1-{}_{n}q_{x})l_{x}}となるため、{\displaystyle {}_{n}q_{x}=1-{\frac {l_{x+n}}{l_{x}}}}となる。
生存数曲線 {\displaystyle l_{t}}
生存数 {\displaystyle l_{x}} を、{\displaystyle x=0}〜{\displaystyle \infty } までプロットし、中間を何らかの仮説で連続微分可能な形で補間した曲線 {\displaystyle l_{t}} を定める。
死亡数 {\displaystyle {}_{n}d_{x}}
生存数曲線 {\displaystyle l_{t}} において、{\displaystyle x}歳に到達した人間が、{\displaystyle x+n} 歳に到達する前に死亡することが期待される人数は、死亡数 {\displaystyle {}_{n}d_{x}} と表記する。
特に、{\displaystyle x}歳に到達した人間が、{\displaystyle x+1}歳に到達する前に死亡することが期待される人数を、 {\displaystyle x}歳の死亡数 {\displaystyle d_{x}} で表す。
定常人口 {\displaystyle {}_{n}L_{x}}
{\displaystyle x}歳から{\displaystyle x+n}歳の定常人口を、{\displaystyle {}_{n}L_{x}=\int _{x}^{x+n}l_{t}dt} と定義する。
特に、{\displaystyle x}歳の定常人口を、{\displaystyle L_{x}=\int _{x}^{x+1}l_{t}dt}とする。
定常人口は、現在における出生数・死亡率が将来も続くと仮定した場合の、期待される未来の各年齢階級の人口を示す。
定常人口総数  {\displaystyle T_{x}}
{\displaystyle x} 歳以上の定常人口総数を、{\displaystyle T_{x}=\int _{x}^{\infty }l_{t}dt}と定義する。
平均余命 {\displaystyle {\overset {\mathrm {o} }{e_{x}}}}
{\displaystyle x} 歳での平均余命を、{\displaystyle {\overset {\mathrm {o} }{e_{x}}}={T_{x} \over l_{x}}} と定義する。
平均寿命 {\displaystyle {\overset {\mathrm {o} }{e_{0}}}}
平均寿命を、0歳の平均余命、すなわち {\displaystyle {\overset {\mathrm {o} }{e_{0}}}={T_{0} \over l_{0}}} と定義する。
これはその年に生まれた子供が何歳まで生きられるかの期待値となる。
寿命中位数 {\displaystyle \alpha }
生存数曲線 {\displaystyle l_{t}} 上で、出生者のうち、ちょうど半数が生存し、半数が死亡すると期待される年数 {\displaystyle \alpha } を寿命中位数と定義し、 {\displaystyle l_{\alpha }={\frac {l_{0}}{2}}} が成立する数である。
死力 {\displaystyle \mu _{x}}
生存数曲線 {\displaystyle l_{t}} における、{\displaystyle x} 歳の瞬間における死亡率を、死力 {\displaystyle \mu _{x}=-{\frac {1}{l_{x}}}\left.{\frac {dl_{t}}{dt}}\right|_{t=x}} と定義する。
この両辺を{\displaystyle x}から{\displaystyle x+n}まで積分すると {\displaystyle \int _{x}^{x+n}\mu _{t}dt=-\ln {\frac {l_{x+n}}{l_{x}}}} となるため、 {\displaystyle l_{x+n}=l_{x}\exp(-\int _{x}^{x+n}\mu _{t}dt)} 、すなわち、{\displaystyle {}_{n}q_{x}=1-\exp(-\int _{x}^{x+n}\mu _{t}dt)}となる。

## 日本の生命表の種類

### 国民生命表
国民の人口統計をもとに作成される生命表。5年ごとに発行される、国勢調査に基づく「完全生命表」と、毎年作成される、推計人口に基づく簡略計算をした「簡易生命表」がある。

#### 完全生命表
基礎資料として、国勢調査のデータを用いる生命表である。近年は5年に一度作成される。第七回は中止されたため、欠番である。
| 第1回  | 明治24 - 31年    |
| 第2回  | 明治32 - 36年    |
| 第3回  | 明治42 - 大正2年 |
| 第4回  | 大正10 - 14年    |
| 第5回  | 昭和元 - 昭和5年 |
| 第6回  | 昭和10 - 11年    |
| 第8回  | 昭和22年         |
| 第9回  | 昭和25 - 27年    |
| 第10回 | 昭和30年         |
| 第11回 | 昭和35年         |
| 第12回 | 昭和40年         |
| 第13回 | 昭和45年         |
| 第14回 | 昭和50年         |
| 第15回 | 昭和55年         |
| 第16回 | 昭和60年         |
| 第17回 | 平成2年          |
| 第18回 | 平成7年          |
| 第19回 | 平成12年         |
| 第20回 | 平成17年         |
| 第21回 | 平成22年         |
| 第22回 | 平成27年         |
| 第23回 | 令和2年          |

#### 簡易生命表
完全生命表は5年毎に行われる国勢調査を基礎資料としており、速報性に欠けるため、昭和23年より毎年、概算速報として簡易生命表が作成されるようになった。
基礎資料として、推計人口による日本人人口と人口動態統計（概数）が用いられる。
最初の簡易生命表である「昭和23年簡易生命表」（昭和26年発行）には、昭和25年までに届け出られた昭和20・21年の死亡者数（男女不明分については推計按分）に基づいて試算された昭和20・21年の簡易生命表が付録されている。

#### 都道府県別生命表・市区町村別生命表
国勢調査年の国勢調査データ、および調査年の前後３年間の人口動態データを基に、５年毎に作成される。

### 経験生命表
全国民ではなく、一部の統計をもとに作成される生命表である。代表的なものとして、日本の民間生命保険会社の契約の死亡統計に基づいて作成される「生保標準生命表」が挙げられる。
生命保険会社が作成する生命表は、対象となる保険契約者が健康チェックなどでフィルタされており、また将来の医療技術等の発展などを加味されることがあり、国民生命表とは余命が異なる場合がある。

## 生命表の作成手順
生命表は加工統計（二次統計）であり、大まかに下記の手順で作成される。
1. 基礎資料の収集
  - 毎月、国に報告される男女別の出生数・年齢別の死亡者数（人口動態統計）
  - 毎年の年齢別人口
  - 後年、確定したり届け出られる過去の年月の死亡者数（補正に利用する）
2. 基礎資料の補正
  - 過去の「後日、追加された死亡者数」から推測される死亡者の補正
  - 年齢・国籍不詳の資料の補正
3. 粗死亡率の計算
  - 各階級の中央日（１歳階級なら７月１日）の死亡率の計算など
4. 死亡率の補正と曲線化
  - 年齢層・社会状況等に基づく外挿による曲線化
5. 生命表諸関数の計算

## 個体群生態学における生命表
個体群生態学における生命表とは、ある生物集団において、出生時の個体数が時間経過とともに減少していくようすを示した表を指す。人間の生命表と違い、年齢ではなく主に発育段階（1齢幼虫、蛹、成魚、プリズム幼生といったもの）によって階級分けする。生存戦略によってそれぞれの種の生命表の概要は大きく異なる。生命表における個体数の推移をグラフにしたものを生存曲線という。